# Wayland (Massachusetts)
Pour les articles homonymes, voir Wayland (homonymie).
Wayland est une ville du Comté de Middlesex dans l’État du Massachusetts.
Elle a été incorporée en 1780.
Sa population était de 13 943 habitants en 2020.

## Personnalités
- Sammy Adams (1987-), rappeur
- Amar Bose (1929-2013), homme d'affaires, fondateur de la Bose Corporation,
- Lydia Maria Child (1802-1880), écrivaine, journaliste et abolitionniste
- Josiah Johnson Hawes (1809-1901), photographe
- Betty Hay (1927-2007), biologiste
- Daniel Lopatin (1982-), musicien
- Hélène Moszkiewiez (1920-1998), membre de la résistance belge, morte à Wayland
- Alberto Salazar (1958), athlète et entraîneur sportif
- Taylor Schilling(1984),actrice
- Ryan Sypek (1982), acteur